# Walter Pidgeon
Walter Davis Pidgeon (ur. 23 września 1897 w Saint John, zm. 25 września 1984 w Santa Monica) – kanadyjsko-amerykański aktor filmowy i teatralny. Dwukrotnie nominowany do Oscara za pierwszoplanowe role w filmach Pani Miniver (1942) i Curie-Skłodowska (1943).
8 lutego 1960 otrzymał własną gwiazdę w Alei Gwiazd w Los Angeles znajdującą się przy 6414 Hollywood Boulevard.

## Życiorys

### Wczesne lata
Urodził się w Saint John w prowincji Nowy Brunszwik jako syn Hannah (z domu Sanborn) i Caleba Burpee’a Pidgeona, właściciela sklepu z galanterią męską. Miał brata Larry’ego. Uczęszczał do lokalnych szkół. Studiował prawo i teatr na Uniwersytecie Nowego Brunszwiku. Jego edukację uniwersytecką przerwała I wojna światowa, kiedy zgłosił się na ochotnika do 65 Baterii jako porucznik Królewskiego Pułku Artylerii Kanadyjskiej. Jednak nigdy nie brał udziału w akcji, ponieważ został ciężko ranny w wypadku, kiedy został zmiażdżony między dwoma lawetami i spędził 17 miesięcy w szpitalu wojskowym. W 1919 przeniósł się do Bostonu w Massachusetts, gdzie pracował jako bankowiec, jednocześnie studiując śpiew w prywatnym konserwatorium sztuk performatywnych Boston Conservatory of Music.

### Kariera
Kiedy występował w amatorskich teatrach w Bostonie, Pidgeon został polecony Elsie Janis, która szukała śpiewaka do swojej rewii. Zatrudniła go i w 1923 Pidgeon przeniósł się do Nowego Jorku. W 1925 trafił na Broadway w musicalu Puzzle z 1925 roku. Rok później zadebiutował na ekranie w roli Martina Innesbrooka w melodramacie niemym Mannequin (1926) w reżyserii Jamesa Cruze’a z Warnerem Baxterem i Dolores Costello. Następnie wystąpował w filmach muzycznych Technicolor takich jak Bride of the Regiment (1930),  Sweet Kitty Bellairs (1930), Viennese Nights (1930) i Kiss Me Again (1931).
W 1936 powrócił do Hollywood i przez kolejne dwie dekady brał udział w realizacjach Metro-Goldwyn-Mayer, gdzie grał u boku takich gwiazd jak Jean Harlow, Myrna Loy, Rosalind Russell i Hedy Lamarr. Wraz z Greer Garson zagrał w siedmiu filmach, w tym w nagrodzonym Oscarem dla Najlepszego Filmu Roku melodramacie wojennym Williama Wylera Pani Miniver (Mrs. Miniver, 1942), gdzie za rolę architekta Clema Minivera był nominowany do Oscara dla najlepszego aktora pierwszoplanowego. Kolejną nominację do Oscara zdobył za drugoplanową rolę Piotra Curie w dramacie biograficznym Mervyna LeRoya Curie Skłodowska (1943).
W latach 1952−1957 pełnił funkcję prezesa Screen Actors Guild. W 1960 był nominowany do Tony Award za rolę Nata Millera, redaktora „Centreville Globe” w broadwayowskim musicalu Take Me Along na podstawie komedii Ah, Wilderness!. Występował też na małym ekranie, m.in. jako Charlie Parkins w dreszczowcu ABC Morderstwo w locie 502 (Murder on Flight 502, 1975) z Farrah Fawcett.

## Filmografia

### Filmy
- 1941: Zielona dolina (How Green Was My Valley) jako pan Gruffydd, pastor wiejskiej kaplicy
- 1942: Pani Miniver (Mrs. Miniver) jako Clem Miniver
- 1944: Pani Parkington (Mrs. Parkington) jako major Augustus Parkington
- 1943: Curie-Skłodowska (Madame Curie) jako Pierre Curie
- 1951: Quo Vadis jako narrator
- 1952: Million Dollar Mermaid jako Frederick Kellerman
- 1952: Piękny i zły (The Bad and the Beautiful) jako Harry Pebbel
- 1954: Kiedy po raz ostatni widziałem Paryż (The Last Time I Saw Paris) jako James Ellswirth
- 1955: Szklany pantofelek (The Glass Slipper) jako narrator
- 1956: Zakazana planeta (Forbidden Planet) jako dr Edward Morbius
- 1968: Zabawna dziewczyna (Funny Girl) jako Florenz Ziegfeld
- 1972: Terror w przestworzach (Skyjacked) jako senator Arne Lindner
- 1976: Dwuminutowe ostrzeżenie (Two-Minute Warning) jako kieszonkowiec

### Seriale
- 1964: Doktor Kildare (Dr. Kildare) jako dr Charles Priest
- 1965: Prawo Burke’a jako B.G. Perkins